# El Patole
El Patole är en ort i Mexiko.   Den ligger i kommunen San Ignacio och delstaten Sinaloa, i den centrala delen av landet, 900 km nordväst om huvudstaden Mexico City. El Patole ligger 17 meter över havet och antalet invånare är 388.
Terrängen runt El Patole är platt. Havet är nära El Patole åt sydväst. Runt El Patole är det mycket glesbefolkat, med 4 invånare per kvadratkilometer. Närmaste större samhälle är Tayoltita, 15,7 km norr om El Patole. Trakten runt El Patole består till största delen av jordbruksmark.